# NGC 1347-1
NGC 1347-1 este o galaxie spirală barată situată în constelația Eridanul. A fost descoperită în 1886 de către Francis Leavenworth.